# Varsjavskaja
Varsjavskaja (ryska: Варша́вская, "Warszawa") är en tunnelbanestation på Andra ringlinjen i Moskvas tunnelbana. 
Stationen öppnades den 11 augusti 1969, designad av arkitekterna Nina Aljoshina and Natalija Samojlova i den typiska 1960-talsstilen "Sorokonozjka" (tusenfotingen) med två luftiga rader av pelare. På stationen finns flera metallkonstverk som visar kända sevärdheter i Warszawa.
Stationen ligger invid två viktiga sydliga trafikleder - Warszawa-motorvägen och Varsjavskaja-järnvägsstationen, men vare sig motorvägen eller järnvägen leder mot Warszawa.